# Ordinary Man
Pour l’article homonyme, voir An Ordinary Man.
Albums de Ozzy Osbourne
Scream
(2010) Patient Number 9
(2022)
Ordinary Man est le 12e album studio d'Ozzy Osbourne sorti le 21 février 2020 sur le label Epic Records. Il est sorti 10 ans après le précédent album d'Osbourne, Scream, soit la plus longue période entre deux albums dans la carrière solo d'Ozzy.
Le premier single de l'album, Under The Graveyard, est sorti le 8 novembre 2019, suivi de Straight To Hell le 22 novembre 2019, Ordinary Man, avec Elton John aux chœurs et au piano et Slash à la guitare, le 10 janvier 2020 et enfin It's A Raid avec Post Malone le 20 février 2020.
L'album a majoritairement reçu de bonnes critiques ,, beaucoup considérant même qu'il s'agit du meilleur disque d'Ozzy Osbourne depuis des années.
Ozzy a aussi déclaré que cet album était le premier de sa carrière qu'il a réalisé en étant entièrement sobre. L'album est aussi notable car il inclut la participation de Duff McKagan de Guns N' Roses à la basse ainsi que Chad Smith de Red Hot Chili Peppers à la batterie.

## Liste des titres
| No  | Titre                                                 | Crédit(s)                                              | Durée |
| --- | ----------------------------------------------------- | ------------------------------------------------------ | ----- |
| 1.  | Straight To Hell (avec Slash)                         | Ozzy Osbourne, Chad Smith, Duff McKagan, Andrew Wotman | 3:45  |
| 2.  | All My Life                                           | Osbourne, Smith, McKagan, Alexandra Tamposi, Wotman    | 4:18  |
| 3.  | Goodbye                                               | Osbourne, Smith, McKagan, Tamposi, Wotman              | 5:34  |
| 4.  | Ordinary Man (avec Elton John et Slash)               | Osbourne, Smith, McKagan, William Walsh, Wotman        | 5:01  |
| 5.  | Under The Graveyard                                   | Osbourne, Smith, McKagan, Tamposi, Wotman              | 4:57  |
| 6.  | Eat Me                                                | Osbourne, Smith, McKagan, Tamposi, Wotman              | 4:19  |
| 7.  | Today Is The End                                      | Osbourne, Smith, Tamposi, Wotman                       | 4:06  |
| 8.  | Scary Little Green Men                                | Osbourne, Smith, McKagan, Tamposi, Wotman              | 4:20  |
| 9.  | Holy For Tonight                                      | Osbourne, Smith, McKagan, Tamposi, Wotman              | 4:52  |
| 10. | It's A Raid (avec Post Malone)                        | Osbourne, Austin Post, Bell, Smith, Tamposi, Wotman    | 4:20  |
| 11. | Take What You Want (avec Post Malone et Travis Scott) | Osbourne, Post, Jacques Webster, Walsh, Wotman, Bell   | 3:49  |

## Personnel
Selon le livret inclut avec l'album : 
- Ozzy Osbourne - chant, harmonica (6, 12)
- Charlie Schein – guitare
- Slash – guitare (1, 4)
- Tom Morello – guitare (8, 10)
- Andrew Watt – chœurs, guitares, claviers (2, 4-10), piano (4), basse (7), programmation, production, composition, instrumentation, arrangements des cordes, arrangement de la chorale
- Charlie Puth – claviers (1)
- Happy Perez – claviers (5, 8), production, instrumentation, programmation
- Louis Bell – claviers (10), production, ingénieur, programmation, composition, instrumentation
- Caesar Edmunds – assistance au mix, instrumentation, programmation du synthétiseur (1), basse synthé (2, 3, 6, 9, 10)
- Duff McKagan – basse (1–6, 8-10), composition
- Michael Dore – basse
- Nicholas Garrett – basse
- Peter Snipp – basse
- Richard Pryce – contrebasse
- Stacey Watton – contrebasse
- Chad Smith – batterie, percussions (1-11), composition
- Post Malone – chant (10, 11), composition
- Travis Scott – chant (11), composition
- Elton John – piano, chœurs (4)
- Kelly Osbourne – chœurs (6)
- Ali Tamposi – chœurs, composition
- Holly Laessig – chœurs
- Jess Wolfe – chœurs
- Billy Walsh – composition
- John Bowen – chant ténor
- Christopher Hann – chant ténor
- Gareth Treseder – chant ténor
- Hannah Cooke – chant alto
- Jo Marshall – chant alto
- Amy Lyddon – chant alto
- Clara Sanabras – chant alto
- Sara Davey – chant soprano
- Grace Davidson – chant soprano
- Joanna Forbes L'Estrange – chant soprano
- Terry Edwards – chœurs, maître de la chorale
- Ben Parry – chœurs, maître de la chorale
- London Voices – chorale
- Wil Malone – arrangement des chœurs, arrangements des cordes, direction des cordes
- Amy Stewart – direction des cordes

plus un orchestre de 22 musiciens incluant violons, altos et violoncelles.